# Razkrižje
Razkrižje è un comune di 1 215 abitanti della Slovenia nord-orientale.

## Geografia antropica

### Insediamenti
Il comune è diviso in 5 insediamenti: 
- Gibina
- Kopriva
- Šafarsko
- Šprinc
- Veščica

| %      | Ripartizione linguistica (gruppi principali) |
| ------ | -------------------------------------------- |
| 8,80%  | madrelingua croata                           |
| 88,97% | madrelingua slovena                          |